# ISO 31-0
ISO 31-0は、国際標準化機構(ISO)が定める量と単位についての国際規格ISO 31の導入部である。
物理量、量と単位の記号、一貫性のある単位系（特に国際単位系(SI)）を使うためのガイドラインを提供する。それは科学と技術の全ての分野で使用されることを意図しており、ISO 31の他の部で定められるより特定化された慣例によって増やされる。
2009年に発行されたISO 80000-1によって置き換えられ、ISO 31-0は廃止された。
日本工業規格(JIS)では JIS Z 8202-0:2000 が相当する。2014年に ISO 80000-1 に相当する JIS Z 8000-1:2014 が発行され、 JIS Z 8202-0:2000 は廃止された。

## 適用範囲
ISO 31は、物理現象の量的な記述に用いられる物理量のみを対象としている。慣行的な尺度（ビューフォート階級・リヒター階級・色度の目盛など）や慣行的な試験の結果（耐食性など）、通貨、情報容量は対象としない。ここに示すのは、詳細なガイドラインの概要と標準で挙げられる例のみである。

## 量と単位
物理量は、相互に比較できる量に分類することができる。例えば、長さ、幅、直径、距離、波長などは同じ分類である。このような相互に比較できる量の分類を「同一種類の量(quantities of the same kind)」という。
そのような「同一種類の量」について具体的な基準量（これを「単位(unit)」という）を選ぶと、その種類の他のいかなる量も、単位と1つの数（これを「（量の）数値(numerical value)」という）の積によって表すことができる。例えば、以下のように書くことができる。
波長λ = 6.982 × 10−7 m
ここで"λ"は物理量（波長）の記号、"m"は単位（メートル）の記号、"6.982 × 10−7"はメートルで表した波長の数値である。より一般的には、以下のように書き表せる。
A = {A} · [A]
ここでAは量の記号、[A]は単位の記号、{A}は単位[A]で表した量Aの数値である。
量の数値も量の記号も因子であり、それらの積が量である。量それ自体は固有の特定の数値や単位を持たない。同じ量になる、異なる数値と単位の数多くの組合せが有り得る（例：A = 300 · m = 0.3 · km = ...）。数値と単位が一緒に使われない限り、この曖昧さは{A}と[A]による表記法を役に立たなくする。
量の数値は、それを表すために選ばれる単位から独立している。量自体と特定の単位で表した量の数値とを区別しなければならない。上記の波括弧を使った記法は、この依存性を明確にするために、{λ}m = 6.982 × 10−7 や {λ}nm = 698.2 のように書くこともできる。実際には、特定の単位で表される量の数値に言及することが必要な所で、以下のように単位に対する量の比として表記すると便利である。
λ/m = 6.982 × 10−7
または
λ/nm = 698.2
これは、グラフ及び表の欄の見出しなど、各々の数値の後で単位を繰り返し書くのが不都合な場合に有用である。

## 印刷上の慣例

### 量記号
- 量は一般的にラテン文字かギリシャ文字の1文字で表される。
- 量記号は、本文の他の部分で使用されている書体とは関係なくイタリック体（斜体）で印刷する。
- 同じ文中で別の量に同じ記号が使われている場合、区別のために添字をつけることができる。
- 添字がそれ自体で量や数値を表している場合はイタリック体で印刷する。それ以外の添字はローマン体（立体）で印刷する。例えば、「標準体積」をVnと書くとき、"n"は"normal"（標準）の頭文字でしかないので立体で印刷する。それに対し、「n番目の体積」をVnと書くときは、"n"は数値を表しているので斜体で印刷する。

### 単位の名称と記号
- 単位に対して国際的に用いる記号が存在する場合は、必ずその記号を使用しなければならない。国際単位系(SI)で定められた単位記号については国際単位系の各項目を参照。SIの単位記号では、大文字と小文字の区別が重要である。例えば、"k"は接頭語キロだが"K"は単位ケルビンである。単位名称が人名に由来する単位は1文字目を大文字にする。メガ以上の接頭語は大文字である。それ以外の単位は全て小文字である（ただし、例外的にリットルはlでもLでも良いことになっている。当該項目を参照）。
- 単位記号はローマン体（立体）で印刷しなければならない。

### 数値
- 数値はローマン体（立体）で印刷しなければならない。
- ISO 31-0（第2次改訂以降）では、「小数点は下付きのコンマまたはピリオドのいずれかとする」と定められている。これは2003年の第22回国際度量衡総会の決議10[2]によるものである[3]。
- 大きい桁の数値は、読み取りを容易にするために、適切な桁（できれば3桁）ごとのグループに分けて表示することができる。グループ分けは、小さな間隔を空けることで行う。コンマやピリオドは小数点に使用するため、これらの記号を桁のグループ分けに使用してはならない。
- 1未満の数値には、小数点の前に0（ゼロ）を置く。
- 数値の乗算の記号は"×"（かける）または"・"（中黒）とする。乗算の記号に"・"を使用する場合は、小数点の記号はコンマにしなければならない。小数点の記号をピリオドにする場合は、乗算の記号は"×"にしなければならない。

### 量の表示
- 量の表示をする場合、量の数値の次に単位記号を書く。

- 量の数値と単位記号の間に間隔を空ける。このルールはセルシウス度を示す記号℃にも適用されるので、"25 °C"のよう数値と"°"の間に間隔を空けることになる。例外的に、平面角の単位の度・分・秒の単位記号（°, ’,”）については、数値と単位記号の間に間隔を空けてはならない（"30°"のように書く）。
- 表す量が和や差である場合は、数値をまとめるために括弧を使用する。以下は例である。

T = 25 °C − 3 °C = (25 − 3) °C
P = 100 kW ± 5 kW = (100 ± 5) kW
（100 ± 5 kW とはしない）
d = 12 × (1 ± 10−4) m
- 量の積は ab, a b, a⋅b, a×b のいずれかで表す。
- 量を他の量で除する場合は、{\displaystyle {\frac {a}{b}}}, a/b のように表示するか、aとb−1の積として a⋅b−1 のように表示する。これは、分子や分母がまた積や商である場合にも適用できる。ただし、あいまいさを避けるために、括弧を使用しない限り、乗算記号や除算記号は同一行中で斜線(/)の後で使用してはならない。

### 数学符号と記号
国際的に標準化された数学記号と表記法の包括的なリストはISO 31-11にある。

## 附属書 A 物理量の名称に用いる用語に関する指針
附属書Aでは、物理量の名称に用いられる以下の用語について実例を示し、新しい物理量に命名する場合や従来の用語を見直す場合の指針としている。なお、この附属書は参考として記載されたもので、規定ではない。ISO 80000-1 附属書 Aでも内容はほぼ変更されていないが、ISO 80000-1では参考ではなく規定の一部となっている。
- coefficient（係数）, factor（因子）
- parameter（変数）, number（数）, ratio（比）
- level（レベル）
- constant（定数）
- その他、一般的に使用される用語
  - massic(質量...), specific(比...)
  - volumic（体積...）, density(密度)
  - lineic（線...），linear ... density（線密度）
  - areic（面...）, surface ... density （表面密度）
  - molar（モル...）
  - concentration（濃度）

## 附属書 B 数値の丸め方に関する指針
端数処理に関する規定である。なお、この附属書は参考として記載されたもので、規定ではない。ISO 80000-1 附属書 Bでも内容はほぼ変更されていないが、ISO 80000-1では参考ではなく規定の一部となっている。
JISでは、この附属書 Bの内容を翻訳して「JIS Z 8401:1999 数値の丸め方」として独立の規格とし、JIS Z 8202-0 附属書 Bにはその抜枠を掲載している。
内容は端数処理#（広義の）最近接丸めを参照。

## 附属書 C 量及び単位の分野における国際機関
量及び単位の分野における国際機関として、以下の団体について説明している。なお、この附属書は参考として記載されたもので、規定ではない。ISO 80000-1では附属書 Dに同様の記述があるが、掲載されている機関に加除がある。
- CGPM（国際度量衡総会） − CIPM（国際度量衡委員会） − BIPM（国際度量衡局）
- OIML（国際法定計量機関） − CGML（国際法定計量会議、OIML総会） − CIML（国際法定計量委員会） − BIML（国際法定計量事務局）
- ISO（国際標準化機構） − ISO/TC12（量、単位、記号及び換算率に関する第12専門委員会）
- IEC（国際電気標準会議） − IEC/TC 25（量及び単位に関する第25専門委員会）
- IUPAP（国際純粋・応用物理学連合） - SUN（記号、単位及び名称委員会）
- IUPAC（国際純正・応用化学連合） - IDCNS（術語・命名法・記号のための部会間委員会）